# Diamonds (Victor Crone)
Diamonds è un singolo del cantante svedese Victor Crone, pubblicato il 4 febbraio 2023.

## Promozione
Con Diamonds Victor Crone ha preso parte a Melodifestivalen 2023, la competizione canora svedese utilizzata come processo di selezione per l'Eurovision Song Contest. È la sua terza partecipazione dopo le edizioni 2015 e 2020. Essendo risultato il terzo più votato dal pubblico fra i sette partecipanti alla sua semifinale, ha avuto accesso alla fase dei ripescaggi per la finale, senza però qualificarsi.

## Tracce
Testi e musiche di David Lindgren Zacharias, Peter Kvint e Victor Crone.
1. Diamonds – 3:01

## Classifiche
| Classifica (2023) | Posizione massima |
| ----------------- | ----------------- |
| Svezia            | 84                |